# Isaac Bashevis Singer
Isaac Bashevis Singer (Leoncin, 21. studenog 1902. (?) - Miami, 24. srpnja 1991.), američki književnik židovskog porijekla.
Rođen je u židovskoj obitelji 1902. godine u malom mjestu Radzymin u Poljskoj. Ubrzo s obitelj seli u Varšavu, gdje mu otac postaje rabinom. U Varšavi započinje osnovnu školu, takozvani mjesni heder. Kada je Njemačka 1915. okupirala Varšavu, život za Singerove postaje sve teži. Kako bi izbjegli glad i bijedu majka s Isaakom i mlađim bratom 1917. godine seli u Bilograj. U Bilograju Isak živi do 1923. godine. U tom malom mjestu Isaak je odgajan u duhu židovske tradicije.  Iako se bunio što je bio udaljen od Varšave i kuturnih zbivanja, kasnije će često pričati kako je upravo ondje našao duhovnu hranu koja će ga održavati do kraja života.
Kao 17-godišnjak, godine 1921. upisuje se u rabinsko sjemenište u Varšavi. No, već 1922. se vraća ponovno u Bilograj, gdje podučava hebrejski. Sljedeće 1923. godine ponovno se vraća u Varšavu i radi kao korektor u jednom Židovskom časopisu za književnost. Piše prikaze za novine i prevodi romane. Uskoro pod pseudonimom objavljuje svoje prvo prozno djelo "U starosti". Nagrađen je prvom nagradom na književnom natječaju. Druga priča pod nazivom "Svijeće" objavljena je pod imenom njegove majke. 
Svoje prve dojmove iz Varšave Singer opisuje u memoarskoj prozi – "Mladi čovjek u potrazi za ljubavlju". Objavljena je na engleskom jeziku iste godine kada je primao Nobelovu nagradu, dakle 1978.godine.
Svoj prvi roman nazvao je "Sotona u Goraju". Radnja je smještena u Poljskoj u XIX. stoljeću. Priča je to o lažnom Mesiji i mesijanstvu koji izaziva histeriju.
Godine 1935. seli u Sjedinjenje Američke Države gdje doživljava svoju punu afirmaciju. Iza ovoga prvoga romana slijedio je roman "Moskatovi". Ova obiteljska kronika tiskana je na engleskom jeziku 1950. godine. Sljedeći roman - "Dvorac" tiskan je   1967. godine, a roman "Imanje", koji prikazuju raspadanje pojedinih obitelji, 1969. godine. Roman "Neprijatelji, priča o ljubavi", napisan 1972. godine, nalik je pričama koje se događaju u New Yorku. Radnja romana smještena je u New Yorku. Glavni junak i junakinja opterećeni su svojom prošlošću koju pokušavaju prevladati na različite načine.  Roman je jedna od najljepših ljubavnih priča napisanih u posljednjih nekoliko desetljeća. 
Godine 1978. Singer dobiva Nobelovu nagradu za književnost.
Singerov golem rad, nekoliko velikih romana, bezbroj priča koje su sabrane u nekoliko zbirki, nekoliko kazaližnih komada, mnoštvo memoarskih zapisa, pripovjedaka za djecu, ostat će trajnom baštinom jidiške i američke literature. Singer je umro 24. srpnja 1991. godine, kao posljednji veliki jidiški pisac, ali i kao vjesnik neke nove jidiške književnosti. 

## Djela
- "U sudištu moga oca" – 1950.g.
- "Sotona u Goraju" – 1955.g.
- "Moskatovi", 1950.g.
- "Dvorac", 1967.g.
- "Imanje", 1970.g.
- "Gimpel Luda" – 1957.g.
- "Lublinski čarobnjak" – 1960.g.
- "Spinoza s tržnice", 1961.g.
- "Rob", 1962.g.
- "Neprijatelji: priča o ljubavi", 1972.g. i mnoge druge manje poznate priče i pripovijesti.

## Nagrade
- 1978. - Nobelova nagrada za književnost